# Fuck Time
«Fuck Time» es una canción de Green Day perteneciente al álbum ¡Dos!. Fue escrita por el vocalista y guitarrista principal de la banda, Billie Joe Armstrong y producida por Rob Cavallo.

## Antecedentes
"Fuck Time" fue concebida años atrás, cuando se estaba produciendo la versión teatral del álbum ícono de Green Day, "American Idiot" en Broadway. Acorde a una entrevista con Rolling Stone, Armstrong explicó que los actores se reunían en círculo antes de salir al escenario, juntaban sus manos en el centro y gritaban "One, two, three, it´s fucking time!" y de allí derivó el título de "Fuck Time". La canción se escribió en el club Don Hill's en Nueva York, y, a pesar de que en un principio no fue pensada como material para un álbum, luego de tocarla repetidas veces la banda se convenció de su importancia.
El 2 de agosto fue revelado un avance del disco ¡Dos! a través de un video subido a Facebook y YouTube en donde se muestra un avance de "Fuck Time". El 20 de agosto Billie Joe filtró la canción junto a "Lady Cobra", "Nightlife" y fragmentos de "Wild One" y "Makeout Party". El 22 de agosto de 2012, en una entrevista en la BBC Radio One, Armstrong, confirmó que la canción iba a aparecer en ¡Dos! y declaró que podía ser posiblemente un sencillo.

## Interpretaciones en vivo
Green Day interpretó la canción por primera vez el 14 de abril de 2010 durante el programa Late Night with Jimmy Fallon en Nueva York, y 9 días más tarde sería tocada en el club Don Hill's (donde fue escrita), pero esta vez la banda actuó bajo el pseudónimo de Foxboro Hot Tubs.
Durante el resto del 21st Century Breakdown World Tour, fue interpretada de manera parcial durante Hitchin' a Ride y en algunos conciertos más de Foxboro Hot Tubs. El 11 de agosto de 2011 sería tocada junto a varias canciones de la trilogía que Green Day preparaba.
La interpretación más famosa es la proveniente del iHeart Radio Festival en el MGM Grand Garden Arena de Las Vegas, Nevada, mismo concierto en donde un Billie Joe ebrio arremetió contra los organizadores por un cartel que decía "One minute" (un minuto).